# Six-Red-Snooker

Six-Red-Snooker-Tisch

Six-Red-Snooker (keine einheitliche Schreibweise, auch 6-Red- oder Six-reds-Snooker) oder auch Super 6s ist eine Variante des Snooker, die auch in Turnierform betrieben wird.

## Regeln
Beim Six-Red-Snooker wird, anders als beim normalen Snooker, nicht mit 15, sondern mit 6 roten Kugeln gespielt. Der Tisch und die Zahl und Position der farbigen Kugeln entsprechen denen des Standardsnookers, lediglich das Dreieck mit den roten Kugeln ist verkleinert. Es gibt zwei Regeln, die vom normalen Snooker abweichen. Nach fünfmaligem Foul und Miss in Folge wird der Stoß nicht ein weiteres Mal wiederholt, der gefoulte Spieler darf dafür den Spielball an einer beliebigen Stelle des Tisches positionieren und von dort weiterspielen. Außerdem darf man beim Spiel auf eine Farbe den Spielball nicht hinter dem farbigen Ball verstecken, der on ist. Dadurch verkürzt sich das Spiel auf die Roten, es sind hier höchstens 48 Punkte zu erreichen. Das Spiel auf die Farben entspricht dem herkömmlichen Spiel mit 27 möglichen Punkten. Ein Maximum-Break hat somit 75 statt 147 Punkte, im Falle eines Freeballs zu Beginn des Breaks 83 Punkte. Die Idee dieser Variante des Snookers sind kürzere Spiele und damit größere Turniere in kürzerer Zeit.

## Turniere

### Six-red Snooker International&Six-red World Grand Prix
Das erste größere Turnier in der neuen Variante fand im Juli 2008 in Bangkok statt. An den Six-red Snooker International nahmen neben zahlreichen Amateuren aus dem asiatischen Raum auch 21 Profispieler aus der Snooker Main Tour teil. Das Turnier gewann Ricky Walden.
Im Jahr darauf wurde das Turnier unter dem Namen Six-red World Grand Prix an selber Stelle zum zweiten Mal ausgetragen. Erneut waren mehr als 20 Profis im Teilnehmerfeld. Es gewann Jimmy White.
Bei der dritten Auflage 2010 (nun unter dem Namen Sangsom 6-Red World Championship) gewann Mark Selby das Finale gegen Ricky Walden mit 8:6.
Das Turnier 2012 konnte Mark Davis gegen Shaun Murphy mit 8:4 für sich entscheiden.

### Weltmeisterschaft
Eine Weltmeisterschaft wurde zum ersten Mal vom 14. bis 18. Dezember 2009 im irischen Killarney ausgespielt. Zu den Spielern, die an dieser WM teilnahmen, gehörten auch 28 Profispieler aus der Snooker Main Tour.
An der WM nahmen 118 Spieler in 20 Gruppen zu 5 und 3 Gruppen zu je 6 Spielern teil. In diesen Gruppen spielten die Spieler alle gegeneinander. Je gewonnenem Spiel (Modus: vier Gewinnframes / Best of 7) gab es einen Punkt. Bei Punktgleichheit wurden die gewonnenen Frames gezählt. In den Gruppen mit fünf Spielern kamen die ersten drei, in den Gruppen mit sechs Spielern die ersten vier Spieler in die K.-o.-Runde  – dort wurde die Anzahl zuerst auf 64 reduziert. Die Sieger kamen jeweils eine Runde weiter. In den K.-o.-Runden-Spielen bis zum Halbfinale wurde nach dem Modus „Best of 9“ (fünf Gewinnframes), im Finale „Best of 11“ (sechs Gewinnframes) gespielt.
Der Gewinner der WM 2009 war Mark Davis. Er siegte mit 6:3 über Mark Williams.

### World Series of Snooker
Auf der World Series of Snooker 2008/09 wurde beim Finalturnier im portugiesischen Portimão in der Gruppenphase ebenfalls mit nur 6 roten Objektbällen gespielt, um die Frames abzukürzen. Im Achtel- und Viertelfinale wurde dann schließlich – als eine Art Kompromiss – mit 10 Kugeln gespielt, bevor ab dem Halbfinale wieder der reguläre Kugelsatz mit 15 roten Objektbällen benutzt wurde. In der darauffolgenden World Series of Snooker 2009/10 gab es keine weiteren Spiele mit sechs Roten; allerdings wird die Variante mit zehn statt 15 Kugeln weiterhin für die ersten Runden verwendet.

## Rekord
Ein Maximum Break besteht beim Six-Red-Snooker aus 75 Punkten. Durch ein Foul des Gegners und einen daraus resultierenden Free Ball können aber noch bis zu 8 weitere Punkte in einem Break hinzukommen. Die so mögliche absolute Höchstpunktzahl von 83 Punkten wurde bei einem offiziellen Six-Reds-Turnier erst einmal erreicht: Der Ägypter Wael Talaat erzielte 2014 bei der von der IBSF veranstalteten Amateurweltmeisterschaft ein solches 83er-Maximum-Break.